# Север-6
«Север-6» — воздушная высокоширотная экспедиция, проводившаяся в СССР в марте — мае и в сентябре — октябре 1954 года.

## Деятельность
Начальник экспедиции — В. Ф. Бурханов.
Были осуществлены полёты с первичными посадками на дрейфующий лед и транспортные полеты на станции «Северный полюс-3» и «Северный полюс-4».
Помимо этого исследовательские работы вели летные отряды временного действия. Наблюдения охватывали широкий круг вопросов: изучение рельефа и осадков дна Ледовитого океана, его гидрологии и фауны, изучение ледяного покрова и атмосферы, различные геофизические наблюдения, в том числе над элементами земного магнетизма и другие.
В работах участвовали самолеты: Ан-2, Ли-2, Ил-12, Пе-8, Ту-4, планёры Як-14 и вертолёт Ми-4 (на станциях). Командиры: В. Е. Мельников, А. Ф. Бабенко, И. И. Черевичный, А. И. Задков, И. П. Мазурук, М. А. Титлов, М. П. Ступишин, В. М. Перов, А. К. Жгун, В. И. Масленников, Н. И. Ошурков, М. Ф. Ручкин.
Алексей Фёдорович Бабенко в 1954 году первым на вертолёте Ми-4 достиг Северного полюса.

### Личный состав
1. М. Е. Острекин — заместитель начальника экспедиции, геофизик.
2. Е. К. Федоров — заместитель начальника экспедиции по науке, геофизик.
3. П. К. Сенько — геофизик.
4. Я. Я. Гаккель — географ.
5. Н. А. Миляев — геофизик.
6. М. М. Никитин — океанолог.
7. Н. А. Волков — океанолог.
8. В. С. Антонов — океанолог.
9. Н. В. Шакиров — аэрофотосъемщик.
10. А. Л. Соколов — океанолог.
11. З. М. Гудкович — океанолог.
12. А. Г. Дралкин — океанолог.
13. Г. Д. Светлаев — геофизик.
14. А. В. Бушуев — океанолог-астроном.